# The Elder Scrolls V: Skyrim — Dragonborn
«The Elder Scrolls V: Skyrim — Dragonborn» (укр. Стародавні Сувої 5: Скайрим — Дракононароджений) — третє глобальне доповнення до гри The Elder Scrolls V: Skyrim, в якій доступна нова локація і нові крики.

## Розробка
За даними сайту Game Informer, торгову марку «Dragonborn» Bethesda Softworks зареєструвала ще в травні 2012 року. Інформація про новий DLC була також знайдена в останньому патчі для Skyrim на PC, який передбачає, що Dragonborn міститиме нову броню, можливість осідлати драконів (що було вже представлено Bethesda на GameJam з презентації DICE 2012) і нову велику локацію, де будуть відбуватися події DLC — Солстхейм, острів, який уже один раз виступав як місце дії доповнення Bloodmoon для TES III: Morrowind.
2 листопада Bethesda Softworks опублікувала запис в своєму твіттері про те, що офіційний трейлер Dragonborn з'явиться в понеділок, 5 листопада. Також студія опублікувала перший промоарт, тим самим остаточно розвіявши всі сумніви з приводу розробки DLC.
Як і попередні доповнення, згідно з договором з Microsoft, Dragonborn став доступний гравцям з Xbox 360 4 грудня, версія для PC стала доступна 5 лютого 2013, версія для PS3 — 12 лютий 2013 року. Вся інформація про вихід була опублікована в офіційному блозі Bethesda Softworks.

## Сюжет
Після навчання головного героя у сивобородих можна зустріти таємничих незнайомців. Після невеликого діалогу вони почнуть атакувати протагоніста. На тілі одного з повалених можна виявити записку, з якої стає ясно, що ці незнайомці — члени культу МІРАК (іншого дракононародженого), які прибули з острова Солстейм. Після прибуття на острів, Довакін вирушить в храм МІРАКА.
Після того, як головний герой добереться до храму, він зустріне Фрею, яка намагається достукатися до Нордів зі свого села. Після розмови Довакін розуміє, що Фрея намагається з'ясувати, чому так багато на острові стають одержимими і копаються в якихось руїнах. Досягнувши глибин храму, головний герой виявляє чорну книгу на постаменті. Після того як Довакін прочитає книгу, вона поглине його і перенесе в Апокриф, план Хермеуса Мори. Там Довакін зустріне не хто інший, як Мірак. Після короткого монологу він накаже вигнати Довакін.
Перед тим, як покинути Апокриф, можна побачити Мірака, який відлітає на драконі. Через деякий час Довакін знову опиниться в святилищі, де на нього чекатиме Фрея, яка попросить героя піти до її батька і розповісти про все, що сталося. Після цієї події почнеться підготовка до битви.
Також з'ясовується, що Мірак — один з драконівських жерців, перший смертний Довакін, який на початку Першої ери був переможений за зраду своїми владиками, драконами, і потрапив в Апокриф — план Хермеуса мори, демона знань, що навчав Мірака і давав йому багато чого з його сил. І тепер він хоче повернутися в світ живих. Він отримав контроль над Нордами острова, спотворивши суті каменів Аедра і розповсюджуючи через них свою волю. В результаті Довакін очищує за допомогою нового Крику «Підпорядкування волі» Камені Аедра, прибуває в Апокрифи і бачить, що Мірак готовий напасти на світ смертних. Вбиваючи своїх трьох підручних-драконів, Мірак стає все сильніше, але все одно програє Довакіну.
У підсумку, при спробі втекти з поля бою з'являється Хермеус Мора і особисто карає Мірака за боягузтво, вбиваючи його, після чого від того залишається лише скелет, маска, одяг і посох з мечем — які можна забрати як трофеї.